# Средняя Ласта
Средняя Ласта (от калм. Дунд Уласта) — река в Калмыкии и Волгоградской области. Длина — 23 км, площадь водосборного бассейна — 134 км². Уклон реки — 3,08 м/км.
Относится к Западно-Каспийскому бассейновому округу.

## Физико-географическая характеристика
Исток реки расположен в пределах Ергенинской возвышенности, в селе Плодовитое. Основное направление течения — с запада на восток. Река впадает в озеро Цаца.
Как и других рек бессточной области Западно-Каспийского бассейна, основная роль в формировании стока Средней Ласты принадлежит осадкам, выпадающим в холодную часть года. Вследствие значительно испарения в весенне-летний период роль дождевого питания невелика. Как правило, весь сток проходит весной в течение 30 — 50 дней, иногда этот срок сокращается до 10 дней. Среднегодовой расход воды — 0,17 м³/с. Объём годового стока — 5,49 млн м³.
По степени минерализации вода реки оценивается как пресная. Минерализация воды — 0,66 г/л, мутность — 28 мг/л. Забор воды из реки не осуществляется. Воды реки пригодны для хозяйственно-питьевого (с очисткой), бытового и рекреационного использования. Осуществляется забор воды в целях лиманного орошения.